# Індигова змія східна
Індигова змія східна (Drymarchon couperi) — неотруйна змія з роду Індигова змія родини Вужеві.

## Опис
Загальна довжина досягає 2—2,6 м. Спостерігається статевий диморфізм — самці більші за самиць. Голова невелика. Очі з круглими зіницями. Тулуб кремезний, практично трикутний з блискучою, глянсовою лускою. Забарвлення чорне. Підборіддя буває брудно-білим або червоним. У молодих особин зазвичай більше червоного на череві, а боки прикрашені блакитно-білими цятками.

## Спосіб життя
Полюбляє піщані ділянки, тропічні ліси, що підносяться серед боліт. Активна вдень. Харчується рибами, амфібіями, плазунами, птахами й дрібними ссавцями. Наділена імунитетом проти отрути інших змій, зокрема гримучих.
Це яйцекладна змія. Самиця відкладає від 5 до 10 яєць.

## Розповсюдження
Мешкає на південному сході США: Джорджія, Флорида, Міссісіпі.